# Kurt Boiger
Kurt Boiger (Alemanha, 1909 – Guaratuba, 1974) foi um pintor alemão, radicado no Brasil.
Iniciou sua formação artística na cidade alemã de Wererzburg e aos dezenove anos de idade transferiu-se para o Brasil, fixando residência em Curitiba. Na capital do Paraná, tornou-se aluno de Lange de Morretes. 
Com seu estilo neo-impressionista, Kurt Boiger participou de vários eventos artísticos, como o Salão da Primavera do Clube Concórdia, em Curitiba (premiado com a medalha de prata), Salão Paranaense de Belas Artes, nos anos de 1947 (premiado), 1951 (prêmio aquisição), 1953 (medalha de bronze) e 1957 (prêmio aquisição), Salão Paulista de Belas Artes, em 1949, Salão Nacional de Belas Artes de 1954 e em 1957, Salão Pan-Americano de Arte, em 1958, entre outros.
Entre seus inúmeros trabalhos, destaca-se o quadro "Paisagem", pintado em 1948.
Kurt faleceu na cidade litorânea de Guaratuba em 1974, aos 65 anos de idade.